# Барахти
Ба́рахти — село в Україні, у Васильківській міській громаді Обухівського району Київської області. Населення становить 1235 осіб. 

## Природа
З природних багатств найбільш питому вагу складає гончарна глина. Багато водних ресурсів (озер), рельєф холмистий.

## Населення
Згідно з переписом УРСР 1989 року чисельність наявного населення села становила 1440 осіб, з яких 626 чоловіків та 814 жінок.
За переписом населення України 2001 року в селі мешкало 1235 осіб.
Мова
Розподіл населення за рідною мовою за даними перепису 2001 року:
| українська | 1218 | 98,62 |
| російська  | 10   | 0,81  |
| молдовська | 1    | 0,08  |
| інші       | 6    | 0,49  |

## Історія
На території села знайдено стародавні поселення часів черняхівської культури. Змієві вали в давнину жителі села називали Василевими, їх нібито звів князь Василь (князь Володимир Святославович) як захисні споруди від набігів кочівників.
У давнину село Барахти мало назву Петричино (Петричі), а перший письмовий спогад про нього знаходимо в дарчому записі Великого князя Андрія Юрійовича в 1159 році. Майже до середини XIII ст. за селом закріпилася назва Петричі. Другу назву село здобуло 1240 року під час монголо-татарської навали хана Батия. В 1580 році село належало Дмитру Єльцю, який у цьому ж році продав його архімандриту Києво-Печерської Лаври за 1 тис. коп «грошей литовських».
Після купівлі архимандрит поміняв с. Барахти на с. Ружанів за Дніпром, яке належало Сенкевичу. Через купівлю-продаж село переходить до роду Демковських, а від них — білоцерківському графу Ф.Браницькому, який взяв за борги і продав білоцерківському власнику Гудимі, і з того часу Барахти належали до староства Білоцерківського, і перейшло до польської казни за домовленістю вельмож Браницьких.
У 1850 році, при московитах, Барахти разом з селами Вільшанкою Барахтянською, Погребами, Тростинкою і маєтком в с. Колінці Радомишльського повіту, надійшли знову в казенне відомство, внаслідок  конфіскації цих маєтків, які належали графу Ксаверію Браницькому, який втік в 1848 році за кордон, там брав участь у багатьох змовах проти окупантів, і відмовився там скористатися прощенням. Високі вали в Барахтах свідчать про давнину цього села. Вали ці складають продовження Митницького валу. Жителі називають їх Васильєвими, розповідаючи, що князь Василь(?) почав сипати цей вал в запобігання нападів від сусідів; але не скінчив; отримавши звістку про тишу і безпеки від них. Село розкидане в глибоких ярах, у яких тече невеличкий струмок Барахтянка, за 2 кілометри впадає в Стугну. Воно поділяється на 5 частин, як би окремих сіл або частин, мають наступні назви: Мартинівка, Замочиївка, Тимошиївка, Бондарівка і Забочиївка.
До реформи 1861 року Барахти належали поміщику Череваню, який програв свій маєток, кріпаків і землю в карти. За даними 1861 року, у Барахтах мешкало 2105 осіб, тут знаходилося повітове управління, до якого належало й село Погреби. Доходи від податків та продажу в селі становили 5 тис. рублів сріблом.
До 1917 року в селі нараховувалося 2 тис. дворів і 4560 десятин землі, з якої мала частина належала 20 заможним селянам — до 200 десятин. Піп мав 90 десятин, дяк — 30, решта земель були селянськими наділами по 0,6 душки (сотки) на хату, 560 дворів були кінними. Державні податки селяни сплачували натурою, грішми і відробітком. Окремі селяни займалися ткацтвом, вишиванням, теслярством. В селі був 1 коваль, 2 водяні млини, що належали євреям.
У селі є дерев'яна церква святого Архістратига Михаїла, збудована у 1800 році. Про колишню церкву у візиті 1746 року Білоцерківського деканату в актах Радомишльськой духовної консисторії йдеться, що вона недавно закладена біля старої церкви, що стояла з 1727 року і ще не закінчена. Замість огорожі вона була окопана ровом. Жителі стверджують, що нині існуюча церква вже є четвертою; перша була покрита соломою, друга дранкою або тесом, третя гонтом, а нинішня бляхою. З 1737 по 1765 роки вона була як і інші церкви Київської губернії (крім найближчих до Києва) уніатською. По штатах зарахована до 4-го класу; землі має 75 десятин.

### XX століття
У 1905 році відбувся виступ селян проти поміщиків, організований Кирилом Мазуренком, незаконним захоплення поміщицьких і церковних земель.
У 1914—1918 роках селяни брали участь у Першій Світовій війні.
У 1917—1920 роках барахтівці брали участь у визвольних змаганнях українського народу.
У 1921 році було організовано комітет незаможних селян (В'юн П. М.). У 1926 році відбулося об'єднання в Земельний Союз.
1929 року — у селі створена комуна «Чайка». 1931 року комуна перейшла на колгоспні права.
Колективізація супроводжувалася насильством по відношенню до місцевих мешканців. 1933 року через Голодомору в селі голодною смертю загинуло більше 600 осіб. Встановлено 538 імен загиблих. Проте, правдоподібно, й ці цифри не повні, позаяк ніякий офіційний облік померлих від голоду не вівся.
У 1941 році розпочалася німецько-радянська війна, до лав РСЧА було мобілізоване майже усе чоловіче населення села.
7 листопада 1943 року після німецької окупації до села повернулася радянська окупаційна влада. На фронтах німецько-радянської війни загинуло 259 осіб.
1960 року завершилася електрифікація села. В той час велося розширене будівництво, зведено будівлю початкової школи.
У 1970—1989 роках колгоспом «Прогрес» ведеться розширене будівництво культурно-освітніх установ, центру і доріг села.
Нині у селі функціюють школа, сільська рада, Будинок культури, торговий центр.

## Археологічні розвідки
Змієві вали в Барахтах складають продовження Митницького валу і мають довжину 800 м. Висота валу 4-5 м, ширина в основі 16 м; глибина рову 3,5 м, ширина рову також 16 м.

## Відомі люди
- Бойко Віктор Миколайович — український військовик, старшина Збройних сил України, учасник російсько-української війни 2014—2017 років.

## Пам'ятники

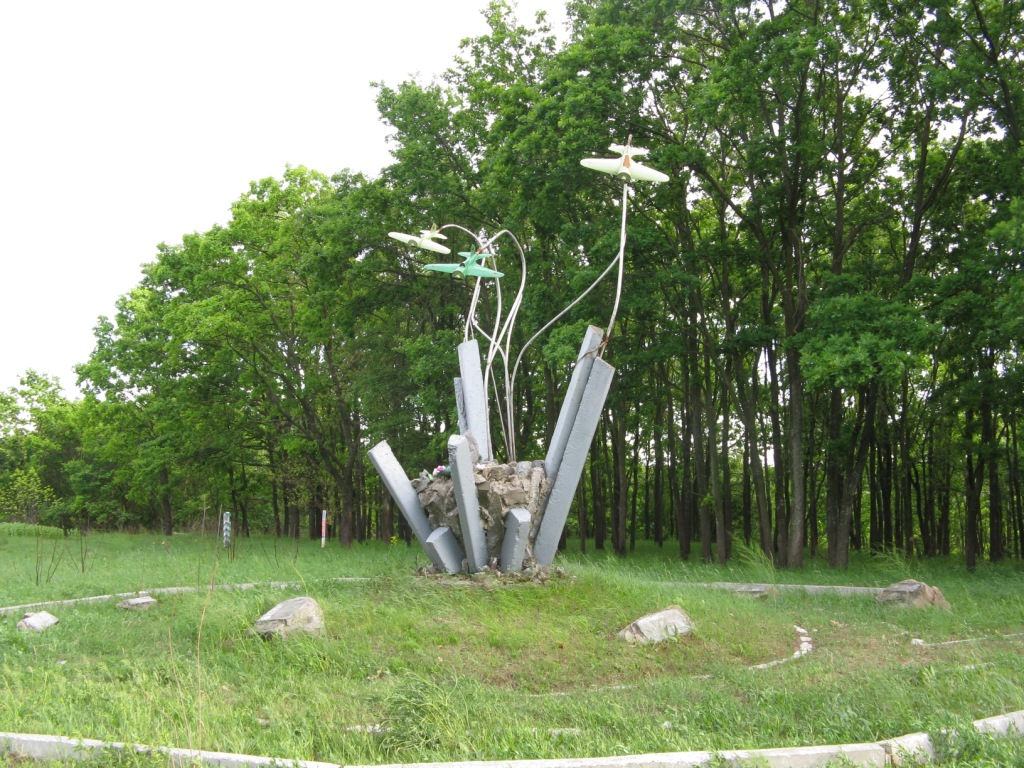
Пам'ятник радянським льотчикам загиблим під час німецько-радянської війни

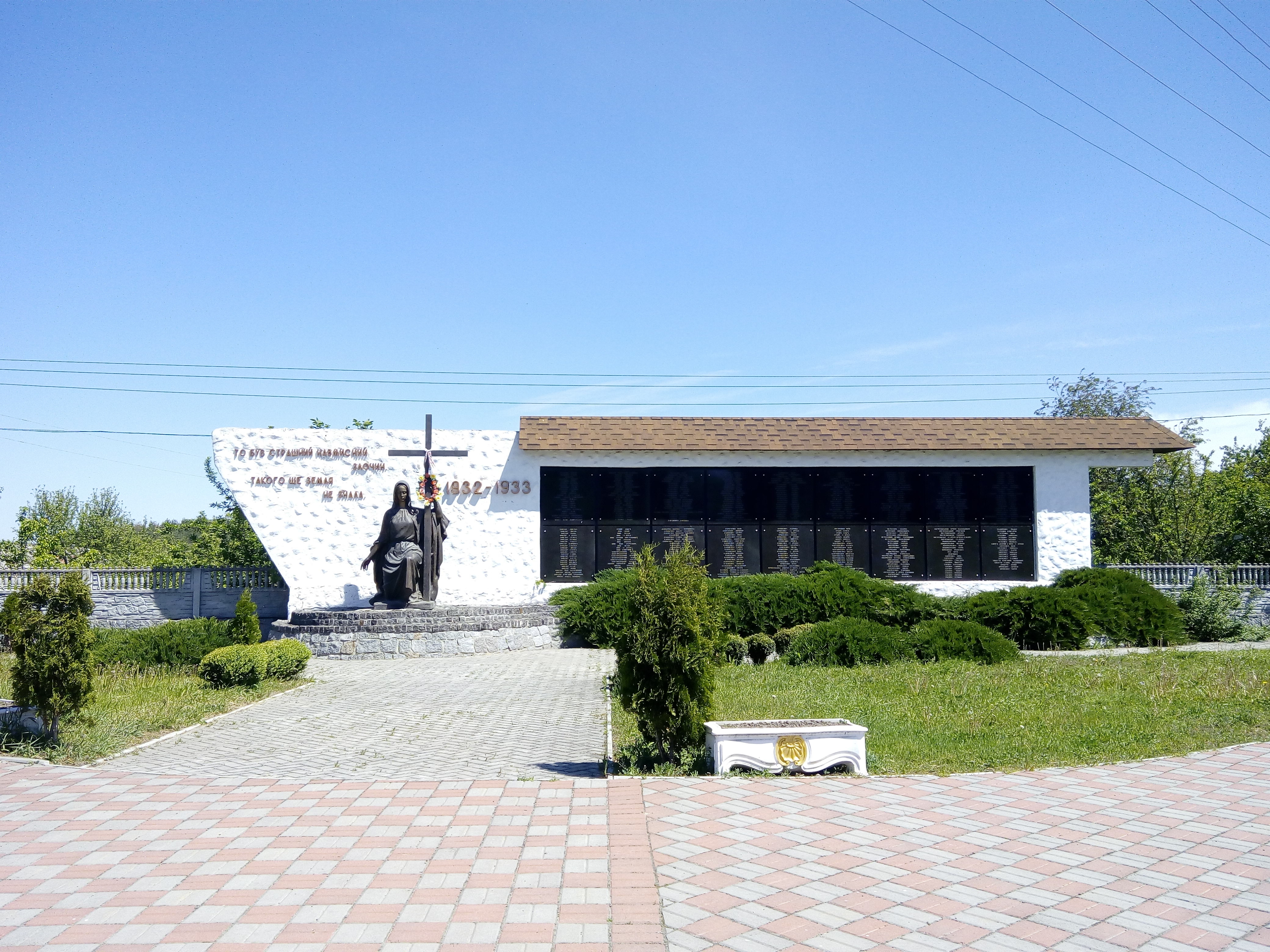
Пам'ятник жертвам Голодомору 1932—1933 років

- Меморіал жертвам Голодомору 1932—1933 років (відкритий 24 листопада 2007 року);
- Пам'ятник радянським льотчикам загиблим під час німецько-радянської війни. Пам'ятник розташований неподалік від села, при трасі до Василькова. Монумент встановлено з ініціативи та на кошти селян.